# 上海市普陀区平利路第一小学
上海市普陀区平利路第一小学，简称平利一小，创建于1990年，是一所实施五年制小学教育的全日制公办学校。学校地址位于中华人民共和国上海市普陀区平利路21弄28号（甘泉苑内）。学校占地面积8333平方米，建筑面积4977平方米，运动场地面积4150平方米，绿化面积2670平方米。2000年成为上海市小班化教育试点学校。